# Малая Терса
Малая Терса (укр. Мала Терса) — река равнинного типа на Украине. Длина реки — 31 км. Площадь водосборного бассейна — 763 км². Уклон реки — 0,44 м/км.
Начинается у села Писаревка путём слияния двух рек: Нижней Терсы и Средней Терсы. Устье реки у села Приволчанское.

## История
В местных легендах пересказывается о казаке Максима Терсе, который впервые решился поселиться на берегах небольшой реки, очень сильно разливавшейся весной, именно по фамилии казака якобы и назвали реку. Но с научной точки зрения это объяснение названия вызывает сомнения. Украинский языковед Евгений Отин выводит название реки с тюркского прилагательного «*ters», «teris» — «неправильная», а именно за большой тупой угол, под которым она впадает в реку Волчью. Дословно «та, что неправильно течёт». Другие считают, что название происходит от тюрк. «ters» — «противоположная, обратная». Как указывает исследователь, такое название она получила потому, что первая на пути из Крыма, в отличие от других рек, течёт на север, то есть в обратном направлении.

## Притоки Малой Терсы
- Средняя Терса (пр)
- Нижняя Терса (лв)